# Tanger Ibn Battúta nemzetközi repülőtér
A Tanger Ibn Battúta nemzetközi repülőtér (arabul: مطار طنجة ابن بطوطة, franciául: Aéroport de Tanger-Ibn Battuta) (IATA: TNG, ICAO: GMTT) Marokkó egyik nemzetközi repülőtere, amely Tanger közelében található. Éves utasforgalma 1 432 175 fő (2022). Nevét Ibn Battúta muszlim tudósról és felfedezőről kapta.

## Futópályák
A repülőtér futópályái:
- 10/28

## Légitársaságok és úticélok
| Légitársaság            | Célállomások |
| ----------------------- | --- |
| Air Arabia Maroc        | Agadir, Amszterdam, Barcelona, Brüsszel, London–Gatwick, Lyon, Madrid, Marrákes, Nador, Párizs–Charles de Gaulle Szezonális: Isztambul–Sabiha Gökçen, Málaga Charter: Bratislava |
| Brüsszel Airlines       | Szezonális charter: Brüsszel |
| easyJet                 | Lyon, Nizza Szezonális: Nantes |
| Eurowings               | Szezonális: Köln/Bonn |
| Iberia Regional         | Madrid |
| Royal Air Maroc         | Brüsszel, Casablanca, Párizs–Orly Szezonális: Amszterdam, Nador, Oujda, Rotterdam/The Hague                                                                                      |
| Royal Air Maroc Express | Al Hoceima, Casablanca, Gibraltar |
| Ryanair                 | Bergamo, Charleroi, Madrid, Marseille, Sevilla, Valencia Szezonális: Bordeaux, Weeze                                                                                             |
| Saudia                  | Szezonális charter: Jeddah |
| TAP Air Portugal        | Szezonális: Lisszabon |
| Transavia               | Rotterdam/The Hague |
| Transavia France        | Párizs–Orly Szezonális: Montpellier |
| TUI fly Belgium         | Antwerpen, Charleroi Szezonális: Brüsszel, Liège, Rotterdam/The Hague |
| Volotea                 | Nantes |
| Vueling                 | Barcelona |

## Forgalom
Az utasforgalom az elmúlt években az alábbi módon változott:
| Utasok száma | 259 466 | 262 698 | 475 695 | 767 803 | 849 882 | 766 364 | 848 643 | 1 127 541 | 490 724 | 1 432 175 |
|              | 2003    | 2005    | 2007    | 2009    | 2011    | 2014    | 2016    | 2018      | 2020    | 2022      |